# Zgromadzenie Kantonu
Zgromadzenie Kantonu (bośn. Skupština Kantona, chorw. Skupština Županije serb. Скупштина Кантона, Skupština Kantona) – jednoizbowy parlament, organ władzy ustawodawczej w każdym z dziesięciu kantonów wchodzących w skład Federacji Bośni i Hercegowiny (jednej z dwóch głównych składowych państwa Bośnia i Hercegowina, obok Republiki Serbskiej), którego kadencja trwa 4 lata.
Zgromadzenie Kantonu liczy od 21 do 35 członków (w zależności od wielkości kantonu pod względem liczby ludności), wybieranych w wyborach powszechnych i bezpośrednich na terenie Federacji Bośni i Hercegowiny.
- Zgromadzenie Kantonu uńsko-sańskiego (Skupstina Unsko-sanskog kantona) – 30 przedstawicieli
- Zgromadzenie Kantonu posawskiego (Skupština Županije Posavske) – 21 przedstawicieli
- Zgromadzenie Kantonu tuzlańskiego (Skupština Tuzlanskog kantona) – 35 przedstawicieli
- Zgromadzenie Kantonu zenicko-dobojskiego (Skupština Zeničko-dobojskog kantona) – 35 przedstawicieli
- Zgromadzenie Kantonu bośniacko-podrińskiego (Skupština Bosansko-podrinjskog kantona) – 25 przedstawicieli
- Zgromadzenie Kantonu środkowobośniackiego (Skupština Srednjebosanskog kantona) – 30 przedstawicieli
- Zgromadzenie Kantonu hercegowińsko-neretwiańskiego (Skupština Hercegovačko-neretvanskog kantona) – 30 przedstawicieli
- Zgromadzenie Kantonu zachodniohercegowińskiego (Skupština Županije Zapadnohercegovačke) – 23 przedstawicieli
- Zgromadzenie Kantonu sarajewskiego (Skupština Kantona Sarajevo) – 35 przedstawicieli
- Zgromadzenie Kantonu dziesiątego (Skupština Hercegbosanske županije) – 25 przedstawicieli

Jednym z zadań Zgromadzenia Kantonu jest zatwierdzanie kantonalnego rządu z Premierem Kantonu na czele.